# 泉州公交40路
泉州公交40路是中华人民共和国泉州市境内的一条公共交通线路，全程18.4公里。起讫点为客运中心站至新塘·尚好家园，运营时间为客运中心站：6:30-22:00；新塘·尚好家园：6:20-22:00。

## 历史
- 2005年8月23日，泉州公交发布开通40路的通知[2]
- 2005年9月3日，泉州公交发展有限公司（公交集团前身）开通40路小公共汽车。初期运行区间为客运中心站-仙塘。初期运行时间为夏季6:20-18:00、冬季6:20-17:33。票价为无人售票2元/人。使用车辆为自4路退下的11部牡丹牌小巴[3][4]
- 2006年8月，40路接手并更换自25路退下的10部华夏AC6750Q型汽油无空调公交车
- 2008年1月1日，40路接手并更换自19路退下的10部亚星JS6800HD2型柴油空调公交车
- 2008年9月1日，40路一部运营车辆吴姓司机，在协助围捕车内扒手的过程中，被扒手砍伤。事后，泉州公交予以该司机奖励
- 2009年1月1日，40路接手并更换自30路退下的14部亚星JS6880C93H型柴油空调公交车
- 2009年8月11日，40路一部运营车辆袁姓司机，在浮新加油站与加油员勾结，偷卖车辆柴油以换取回报。8月14日，该司机被一分公司（现江南公司）予以开除处理
- 2009年8月15日，因华锦路自来水管道施工需要，40路取消途经华锦路，改为途经江南大街至寨仔站后原线行驶
- 2010年6月28日，40路一部运营车辆蒋姓司机，利用自行组装的铁丝勾取投币机内的钱财，该日，该司机被一分公司予以开除，并移送至金龙派出所处理
- 2009年10月22日，因兴贤路道路改造实行交通管制，40路往客运中心站方向取消途经兴贤路，改为途经池峰路、笋江路至笋江大桥后原线行驶[5]
- 2010年1月20日，40路双向恢复途经兴贤路，取消途经笋江路、池峰路
- 2010年11月，40路更换为21部福达FZ6890UF3G3型柴油空调公交车
- 2011年11月26日，40路一部运营车辆张姓司机，因操作失误造成乘客郭某被夹伤。该二人理论时，张姓司机拿出撬棍打伤郭某。27日，张姓司机以道歉并赔偿郭某2000元人民币的方式和解[6]
- 2012年7月17日，40路一部运营车辆于大华酒店路口，为避让前方一部出租车而急刹车，造成车内一名女子受伤[7]
- 2014年8月31日，40路开通夜班服务。末班时间延长至双向22:00发车[8]
- 2015年11月，40路接手并增加自17路退下的2部福达FZ6890UF3G3，配车数达到23部
- 2016年9月，因一分公司加入运营K508路，抽调40路3部FZ6890UF3G3至K508路等线路
- 2017年1月18日，40路取消途径仙塘、森隆电讯，改为途径常泰路、泰明街至新塘·尚好家园始发终到。票价、运营时间则不变[9]
- 2017年3月，40路接手并增加自K508路归还的3部福达FZ6890UF3G3
- 2017年3月17日，因开元寺遗产点周边环境整治需要，40路取消途径西街，改为途径中山北路、北门街、城北路至新华北路后原线行驶[10]
- 2017年5月1日，40路取消途径中山北路、北门街、城北路，恢复途径西街、新华北路。
- 2017年6月30日，40路票价由分段计价¥2.0降为一票制¥1.0[11][12]
- 2017年7月1日，因西街东段实行分时段交通管制。40路取消途径西街、新华北路。改为途径中山北路、庄府巷、新门街至三千坛原线行驶。[13][14]
- 2017年9月28日，因泉州古城提升改造及城市双修的要求，40路自该日起，取消途径温陵北路、东街、中山北路。改为途径九一街、打锡街至庄府巷后原线行驶。[15]
- 2018年5月22日，40路全线更换为35部金旅XML6855JEVW0C型空调电动巴士，原有23部FZ6890UF3G3封存
- 2019年9月，因X301罐头厂路段整修，40路取消途经罐头厂，改为途经江南大街、站前南北大道至林厝路原线行驶。
- 2021年5月7日，因浮桥街口站距离路口灯控过近，且已被拆除，自该日起40路双向取消停靠该站点
- 2021年6月7日，应市交警支队拆除临漳门站的要求。自该日起40路双向取消停靠该站。
- 2021年10月11日，因濠沟墘施工封闭半幅车道，40路往客运中心站方向临时取消途径壕沟乾、庄府巷、打锡街。改为途径新门街、涂门街、百源路至九一街站原线行驶。[16]
- 2022年3月14日，受客运中心站划为疫情封控区影响，40路自该日起暂停运营至4月17日。[17][18]
- 2022年4月18日，40路恢复运营。[19]
- 2022年5月31日，40路恢复途径壕沟墘、庄府巷、打锡街，取消途径新门街、涂门街、百源路。[20]
- 2022年6月10日，因泉南公路翻新改造，40路临时取消途径泉南公路罐头厂至华塑厂段，改为途径江南大街至寨仔站后原线行驶至12月18日。
- 2022年7月11日，受繁荣路浮桥街口道路改造影响，40路自该日起临时取消途径浮桥街浮桥街道办事处至培新机械厂段。改为途径笋江路、池峰路至江南大街后原线行驶，并临时增停笋江路东段、池峰路北段等站。[21]
- 2022年10月26日，繁荣路浮桥街口道路改造完工，40路自该日起恢复途径浮桥街浮桥街道办事处至培新机械厂段。取消途径笋江路、池峰路。[22]
- 2022年12月19日，泉南公路翻新改造完成，自该日起40路恢复途径泉南公路罐头厂至华塑厂段。
- 2023年9月25日，因优化调整，40路自该日起取消途径九一街、打锡街、庄府巷、壕沟墘、新门街。改为途径温陵北路、东街、中山北路、北门街、城北路、城西路至三千坛后原线行驶，其它不变。[23]
- 2023年11月18日，受江南大街泉南公路路口护栏阻隔影响，40路自该日起往新塘·尚好家园方向取消途径罐头厂站，改为途径江南大街、黄龙南大道至林厝路后原线行驶，并增停古店社区站。

## 站点
| 路线 | 路线 | 路线 | 所在地区、街道 | 所在地区、街道 | 站点名           | 备注                |
| ---- | ---- | ---- | -------------- | -------------- | ---------------- | ------------------- |
|      |      |      | 丰泽区         | 泉秀街         | 客运中心站       | 起讫站              |
|      |      |      | 丰泽区         | 泉秀街         | 客运中心站南门   |                     |
|      |      |      | 丰泽区         | 泉秀街         | 刺桐路口         |                     |
|      |      |      | 丰泽区         | 泉秀街         | 浦西路口         | 原名 海峡银行       |
|      |      |      | 丰泽区         | 田安南路       | 信和             |                     |
|      |      |      | 丰泽区         | 田安北路       | 后坂街口         |                     |
|      |      |      | 丰泽区         | 田安北路       | 丰泽小区         |                     |
|      |      |      | 丰泽区         | 丰泽街         | 儿童医院         |                     |
|      |      |      | 鲤城区         | 温陵北路       | 九一街口         | 君龙人寿            |
|      |      |      | 鲤城区         | 温陵北路       | 东湖公园         |                     |
|      |      |      | 鲤城区         | 东街           | 东门             |                     |
|      |      |      | 鲤城区         | 东街           | 泉州一院         |                     |
|      |      |      | 鲤城区         | 东街           | 钟楼             |                     |
|      |      |      | 鲤城区         | 中山北路       | 医大二院鲤城院区 |                     |
|      |      |      | 鲤城区         | 中山北路       | 华侨新村         |                     |
|      |      |      | 鲤城区         | 北门街         | 北门街           |                     |
|      |      |      | 鲤城区         | 城北路         | 朝天门           |                     |
|      |      |      | 鲤城区         | 城北路         | 城北路西段       | 原名 汽车西站       |
|      |      |      | 鲤城区         | 城西路         | 城西路北段       |                     |
|      |      |      | 鲤城区         | 城西路         | 孟衙巷口         |                     |
|      |      |      | 鲤城区         | 城西路         | 龙头山           |                     |
|      |      |      | 鲤城区         | 笋江路         | 三千坛           |                     |
|      |      |      | 鲤城区         | 浮桥街         | 浮桥街道办事处   |                     |
|      |      |      | 鲤城区         | 浮桥街         | 石崎农贸市场     |                     |
|      |      |      | 鲤城区         | 浮桥街         | 侨乡旧货         |                     |
|      |      |      | 鲤城区         | 浮桥街         | 道崎鞋业         |                     |
|      |      |      | 鲤城区         | 浮桥街         | 培新机械厂       |                     |
|      |      |      | 鲤城区         | 江南大街       | 古店社区         | 原名 海西汽车汽配城 |
|      |      |      | 鲤城区         | 泉南公路       | 林厝路           |                     |
|      |      |      | 鲤城区         | 泉南公路       | 斗南             |                     |
|      |      |      | 鲤城区         | 泉南公路       | 华塑厂           |                     |
|      |      |      | 鲤城区         | 江南大街       | 寨仔             |                     |
|      |      |      | 鲤城区         | 常泰路         | 常泰路中段       |                     |
|      |      |      | 鲤城区         | 泰明街         | 泰明街西段       |                     |
|      |      |      | 鲤城区         | 泰明街         | 新塘·尚好家园    | 起讫站              |

## 票价
40路计价方式为一票制，全程票价¥1.0。其中：
- 泉通卡普通卡9折，月票卡、敬老卡、爱心卡优惠功能有效
- 可使用泉城通APP及支付宝、云闪付、微信乘车码支付

## 配车
40路配车数总计21部，其中：
- 金旅XML6855JEVW0C  18部
- 大金龙XMQ6802AGBEVL2  3部

- 亚星JS6800HD2
（2008.1 - 2008.12）
- 亚星JS6880C93H
（2009.1 - 2010.11）
- 福达FZ6890UF3G3
（2010.11 - 2018.5）
- 金旅XML6855JEVW0C
（2018.5 - ）
- 大金龙XMQ6802AGBEVL2
（2020.5 - ）

## 相关
- 泉州公交线路列表